# Michael Francis Crotty

Wappen von Michael Francis Crotty

Michael Francis Crotty (* 26. März 1970 in Mallow, Irland) ist ein irischer Geistlicher, römisch-katholischer Erzbischof und Diplomat des Heiligen Stuhls.

## Leben
Michael Francis Crotty empfing am 3. Juli 1994 in der Kathedrale von Cobh durch Bischof John Magee SPS das Sakrament der Priesterweihe für das Bistum Cloyne.
Nach weiteren Studien erwarb er einen Abschluss in Kirchengeschichte und das Lizenziat im Fach Kanonisches Recht. Zum 1. Juli 2001 trat er in den diplomatischen Dienst des Heiligen Stuhls ein. Nach der Ausbildung an der Päpstlichen Diplomatenakademie war er an den Nuntiaturen in Kenia, Kanada, dem Irak und in Jordanien sowie in der Sektion für die Beziehungen mit den Staaten des Staatssekretariats tätig. Zuletzt war er als Nuntiaturrat an der Nuntiatur in Spanien tätig.
Am 1. Februar 2020 ernannte ihn Papst Franziskus zum Titularerzbischof pro hac vice von Lindisfarna und zum Apostolischen Nuntius in Burkina Faso. Am 25. April desselben Jahres ernannte ihn Papst Franziskus zusätzlich zum Apostolischen Nuntius in Niger. Kurienerzbischof Paul Gallagher spendete ihm am 15. August desselben Jahres in der Kathedrale von Cobh die Bischofsweihe. Mitkonsekratoren waren der Bischof von Cloyne, William Crean, und der Apostolische Nuntius in Irland, Erzbischof Jude Thaddeus Okolo.
Am 16. Juli 2024 ernannte ihn Papst Franziskus zum Apostolischen Nuntius in Nigeria.